# Leporinus nattereri
Leporinus nattereri är en fiskart som beskrevs av Steindachner, 1876. Leporinus nattereri ingår i släktet Leporinus och familjen Anostomidae. Inga underarter finns listade i Catalogue of Life.